# محمد محسن ابو جریشه
محمد محسن ابو جریشه (انگلیسی: Mohamed Abougrisha؛ زادهٔ ۴ اوت ۱۹۸۱) یک ورزشکار اهل مصر است.
از باشگاه‌هایی که در آن بازی کرده‌است می‌توان به باشگاه فوتبال هانگژو گرین‌تاون، باشگاه ورزشی اسماعیلی، و تیم ملی فوتبال مصر اشاره کرد.
وی همچنین در تیم ملی فوتبال مصر بازی کرده است.